# Stolica
Die Stolica ist mit 1476 m n.m. Höhe der höchste Berg des Slowakischen Erzgebirges (Slovenské rudohorie). Sie liegt im nördlich-zentralen Teil des Gebirges. Nach ihr sind die Stolica-Berge (Stolické vrchy), eine Untereinheit des Slowakischen Erzgebirges, benannt.
Die Stolica liegt zwischen den Gemeinden Telgárt, Rejdová, Čierna Lehota, Muránska Zdychava und Muránska Huta.
Der Berg ist dicht bewaldet. Lediglich der nordöstliche Hang, der von Weideland bedeckt ist, erlaubt einen Ausblick. 